# Vanadis Putzke
Vanadis Putzke, född Schmidt 23 mars 1961 i Dresden är en tidigare tysk handbollsspelare och hon blev senare handbollstränare.

## Karriär
Vanadis Putzke spelade  i början av 1980-talet  för FC Bayern München  men bytte klubb till FC Nürnberg Handball och spelade för denna klubb till 1990 som blev hennes sista säsong i bundesliga. Under 1984 då hon deltog i OS i Los Angeles. Då spelade hon kortvarigt för klubben TSV Milbertshofen på lägre nivå i seriesystemet. Hon var verksam som professionell handbollsspelare i sammanlagt tolv år. Hon spelade också för Tysklands damlandslag i handboll. Hon deltog vid sommar-OS 1984 i Los Angeles där Tyskland kom på fjärde plats.
Som handbollstränare hade hon engagemang i Nürnberg och Taufkirchen (nära München). Från slutet av november 2006 till slutet av säsongen 2009/2010 tränade hon damlaget i TSV Unterhaching.  Sedan 2017 har hon varit ungdomstränare för HT Münchens kvinnliga ungdomslag.